# Malh de Bessons
El Malh de Bessons (occità) o Mall de Besons és una muntanya de 1.949 metres que es troba entre els municipis de Bausen, a la comarca de la Vall d'Aran i de Banhèras de Luishon a França.